# Dot Blot
Dot Blot es una técnica de biología molecular para detectar biomoléculas. Representa una simplificación de los métodos Northern blot, Southern blot o Western blot. En un dot blot las biomoléculas para ser detectados no son separadas por cromatografía. En cambio, una gota que contiene la molécula para ser detectada se aplica directamente sobre una membrana. Esto es seguido por la detección por sondas de nucleótidos (northern blot y southern blot) o anticuerpos (para un western blot).
La técnica ofrece importantes ahorros en tiempo. Sin embargo, no ofrece información sobre el tamaño de la biomolécula blanco. Además, si dos moléculas de diferentes tamaños son detectadas, se seguirá viendo como un solo punto. Por lo tanto el dot blot sólo puede confirmar la presencia o ausencia de una biomolécula o biomoléculas que pueden ser detectados por las sondas de ADN o el anticuerpo.
La siguiente imagen ilustra el resultado obtenido de realizar un protocolo dot blot en el que se fijaron muestras de ADN a la membrana, y posteriormente se hibridaron con sondas marcadas radiactivamente específicas de ciertas regiones del ADN de estudio. Solamente las muestras portadoras de la región de interés se revelaron (puntos oscuros). Cuanto mayor es la cantidad del ADN de interés, mayor es la intensidad del color negro.

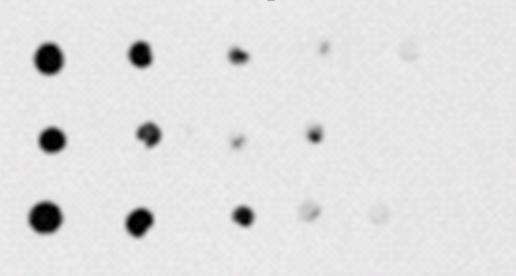
Resultado de un dot blot de ADN

Una muestra radiactiva puede ser hibridada para permitir al investigador detectar la variación entre muestras. El ADN es cuantificado y repartido en partes alícuotas en tubos en exceso con respecto al número de moléculas blanco en las muestras, por ejemplo 10 ug de un plásmido y 1 ug para una ampliación por PCR. Estos se desnaturalizan (hidróxido de sodio (NaOH) y 95 °C) y se añade a los pocillos donde el vacío succiona el agua (con NaOH y acetato de amonio (NH4OAc)) por debajo de la membrana (nylon o nitrocelulosa).

## Tipos de dot blot

### ASO dot blot
Esta técnica, cuyas siglas ASO vienen del inglés Allele Specific Oligonucleotides, constituye una de las metodologías que aplican la estrategia dot blot, es decir, la deposición de muestras con las moléculas de interés sobre una membrana para, posteriormente, revelar los resultados de presencia o ausencia de los elementos de estudio mediante marcaje con sondas dirigidas contra dichos elementos.
Este método consiste en amplificar el ADN de interés (por PCR por ejemplo) y fijarlo directamente a la membrana de trabajo (por ejemplo con irradiación UV), para luego añadir oligonucleótidos de unas 20 pb específicos del alelo que quiere detectarse. Estos oligos son marcados previamente con radiactividad, fluoróforos o cualquier otro tipo de marcaje. Tras la hibridación, se obtienen los resultados detectando el marcaje utilizado.
Una aplicación directa de este protocolo es la detección de un solo tipo de mutación, de manera que se fija una fila de muestras, cada una correspondiente a un individuo diferente, del cual se ha amplificado la región de ADN que puede o no contener la mutación. Primeramente se hibridan las muestras con un oligo específico de uno de los alelos (el silvestre o normal, por ejemplo) y se revela el resultado. A continuación, se lava la sonda y se añade una nueva, específica del otro alelo (el alelo mutado, por ejemplo). Aquellos individuos que dieran positivo para las dos hibridaciones serían heterocigotos para la mutación (poseen un alelo normal y el otro mutado), mientras que aquellos que solamente presentasen hibridación en uno de los casos serían homocigotos para ese caso (para el alelo silvestre o el mutado).
En la siguiente imagen se ilustra un ejemplo de resultado obtenido de este procedimiento:

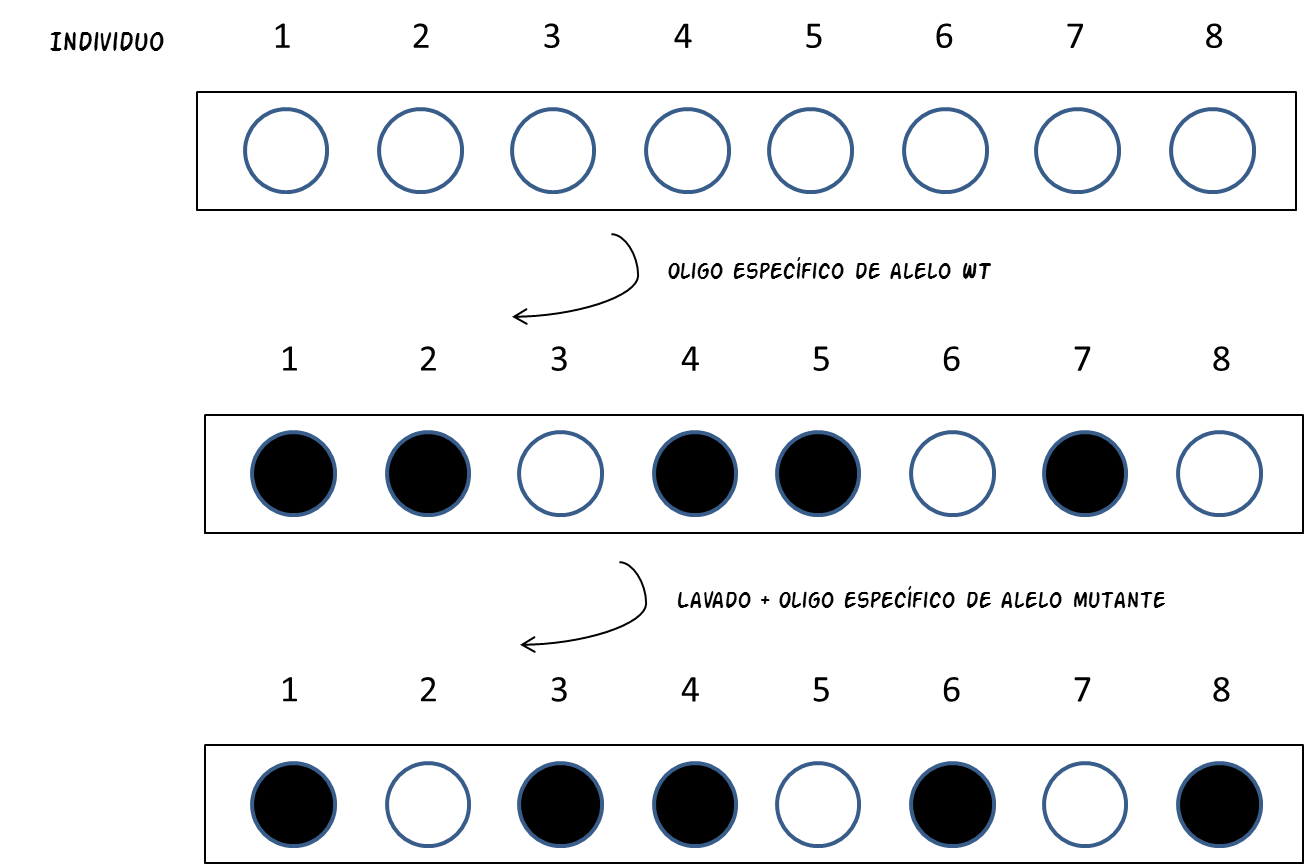
Ejemplo hipotético de un resultado de ASO dot blot

En este ejemplo el individuo 1 sería heterocigoto para dicho gen (presenta los dos alelos, silvestre y mutante), el individuo 2 sería homocigoto para el alelo silvestre o wild type, el 3 homocigoto para el mutante, y así sucesivamente con los restantes.
Esta técnica resulta sencilla, barata y rápida si el estudio se realiza sobre un gen que presenta pocas variantes alélicas relevantes (mutaciones asociadas a enfermedad, por ejemplo), pero nada recomendable si debe rehibridarse demasiadas veces.
Ejemplo.
La enfermedad humana conocida como anemia falciforme está causada por una mutación en el codón que codifica el sexto aminoácido de la beta-hemoglobina en sangre. La secuencia de ADN normal es G-A-G y codifica para el aminoácido glutamato, mientras que la mutación ocasiona un cambio en el codón de G-A-G a G-T-G, entonces el glutamato original se sustituye por una valina en la proteína final alterando la estructura de la proteína.
Para detectar la presencia de la mutación en una muestra de ADN se puede usar esta técnica ASO, podemos diseñar una sonda para que sea complementaria a la secuencia alterada, normalmente se etiquetaría como “S”. Mientras que como control se diseña otra sonda que anille con la secuencia normal y en este caso se suele llamar “A”.
Cada sonda es totalmente complementaria a su secuencia diana y se une fuertemente a ella, pero tiene un desajuste con la otra secuencia, la del alelo normal, entonces esto provoca una interacción más débil con esta secuencia.
De esta forma, lo que se hace es coger un segmento de los genes que codifican para la beta-hemoglobina presentes en la muestra de ADN y se amplifica por PCR y el resultado se aplica a una membrana, también hay que separar las hebras de la muestra de ADN. Una vez hecho esto se añade cada sonda a una membrana del dot Blot. Después de la hibridación se puede discriminar entre las sondas que están unidas completamente y las que  presentan desajuste en su unión. Las que presentan desajustes son lavadas mientras que las que están unidas completamente permanecen en la membrana.
Otros métodos que se pueden usar en detección de mutaciones son la secuenciación o RFLP. Este último tiene el inconveniente de que la mutación tiene que afectar al sitio de restricción de una enzima. Esta última técnica fue rápidamente sustituida por ASO.La misma PCR ha sido adaptada para la detección de polimorfismos pero debido a la simplicidad y versatilidad del método ASO este se sigue usando. 

### ASO dot blot inverso
Se basa en el mismo procedimiento metodológico que en el ASO dot blot, con la salvedad de que son los alelos las moléculas fijadas a la membrana, mientras que el ADN del paciente o individuo a estudio es el que hace las veces de sonda, lo que nos permite identificar diferentes mutaciones. Normalmente se establecen dos filas de muestras, cada una con distintas variantes alélicas normales o mutantes (cada columna equivale a un alelo en su versión normal o mutada). Y sobre dichas muestras se aplica el ADN marcado del individuo a estudio. Así, se averigua qué alelos presenta en homocigosis o en heterocigosis y si ello determinará el desarrollo de cierta enfermedad.
La siguiente imagen muestra un posible ejemplo de aplicación de la técnica:

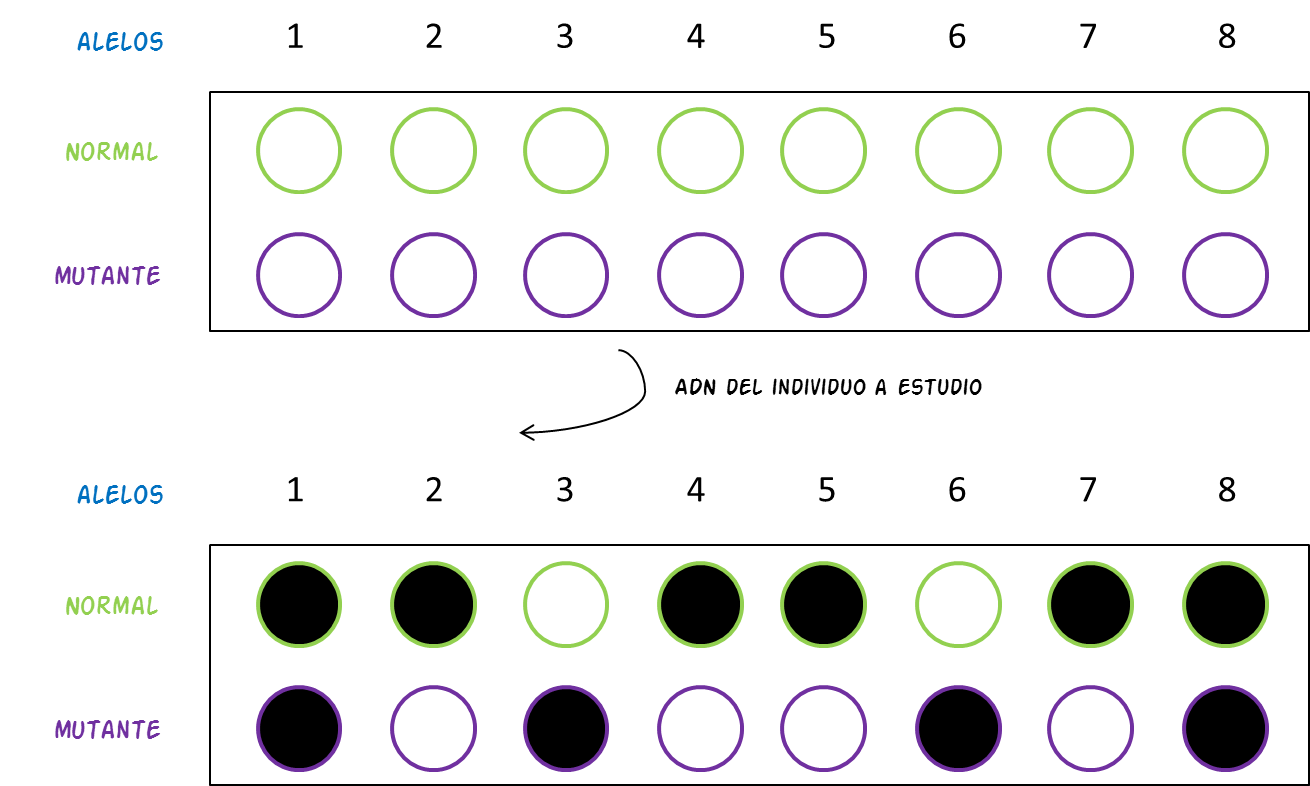
Ejemplo de resultado obtenido mediante ASO dot blot inverso

El paciente del ejemplo presenta las dos versiones del alelo 1 (luego es heterocigoto para dicho gen), solamente posee la variante normal del alelo 2, de forma que es homocigoto para este caso (o bien presenta una deleción en uno de los cromosomas de dicha región de ADN), es homocigoto para el alelo 3 en su variante mutada, homicigoto para la versión normal de los alelos 4 y 5, etc.
Esta variante de la técnica anterior es utilizada cuando no se requiere el análisis de muchos pacientes.